# Yên Trị, Ý Yên
Yên Trị là xã cũ nằm ở phía nam huyện Ý Yên, tỉnh Nam Định. Là xã cuối cùng của huyện Ý Yên. Nay thuộc xã Yên Đồng, tỉnh Ninh Bình. 
Theo Nghị quyết số 1674/NQ-UBTVQH15 ngày 16/6/2025 về sắp xếp các đơn vị hành chính cấp xã của tỉnh Ninh Bình năm 2025, sắp xếp các xã Yên Đồng, Yên Trị và Yên Khang (huyện Ý Yên) thành xã mới có tên gọi là xã Yên Đồng.

## Vị trí địa lý
phía đông bắc tiếp giáp xã Yên Đồng, phía tây nam tiếp giáp sông Đáy, phía tây bắc giáp xã Yên Khang.

## Hành chính
Xã có 12 thôn xóm gồm: Tướng Loát, Hạc Bổng, Xóm Giữa, Xóm Giáo, Xóm Bến, Xóm Trong, Trại Trong, Ngọc Trấn, Vĩnh Trị, Trại Bến, Trại Trấn, Trại Giáo.